# Бендеман, Эдуард
Эдуард Юлиус Фридрих Бендеман (нем. Eduard Julius Friedrich Bendemann; 3 декабря 1811, Берлин — 27 декабря 1889, Дюссельдорф) — немецкий художник. Видный представитель дюссельдорфской художественной школы.

## Биография
Бендеман родом из семьи евреев-банкиров, в богатом доме которых часто бывали гости, в том числе и будущий преподаватель Эдуарда в Берлинской академии художеств Фридрих Вильгельм фон Шадов. Вместе с Юлиусом Гюбнером, женившимся на сестре Эдуарда Паулине, в 1827 году Бендеман отправился в Дюссельдорф.
В 1829 году Бендеман сопровождал Шадова в его поездке по Италии. В 1831 году Бендеман с Шадовом вернулся в Берлин и обосновался в Дюссельдорфе свободным художником. Дебют Бендемана состоялся на Большой художественной выставке в Берлине в 1832 году. В своём творчестве Бендеман часто обращался к библейским темам. В 1837 году Бендемана пригласили принять участие в Парижском салоне, где его работа «Иеремия на развалинах Иерусалима» получила награды и была приобретена королём Пруссии Фридрихом Вильгельмом III.
Бендеман предпринял несколько ознакомительных поездок в Италию и с ноября 1829 года по апрель 1831 года проживал в Риме. Он также побывал во Франции и некоторое время проживал в Париже.
В 1838 году Бендеман был назначен доцентом Высшей школы изящных искусств в Дрездене, а в 1859 году получил должность директора художественной академии в Дюссельдорфе, но по состоянию здоровья был вынужден покинуть этот пост в 1867 году и переехал в Берлин, где оформил монументальной фреской под названием «Искусства у источника поэзии» дом своего тестя. Бендеману было поручено оформление королевского дворца в Дрездене. В Дюссельдорфе Бендеман создал монументальные фрески для гимназии на Клостерштрассе. Бендеман также добился успехов в портретной живописи. Ему позировали помимо супруги книготорговец Генрих Брокгауз, художники Вильгельм Кампхаузен и Вильгельм фон Шадов, историк Иоганн Густав Дройзен, музыкант Йозеф Иоахим и князь Карл Антон Гогенцоллерн.
Бендеман был женат на дочери знаменитого скульптора Иоганна Готфрида Шадова и сестре своего учителя Вильгельма Шадова Лиде Шадов. Сестра Эдуарда Бендемана Паулина вышла замуж за художника Юлиуса Гюбнера. Очерк жизни и творчества Бендемана опубликовал Йозеф Шраттенхольц (1891).
Среди его учеников был Герман Вислиценус.

## Галерея

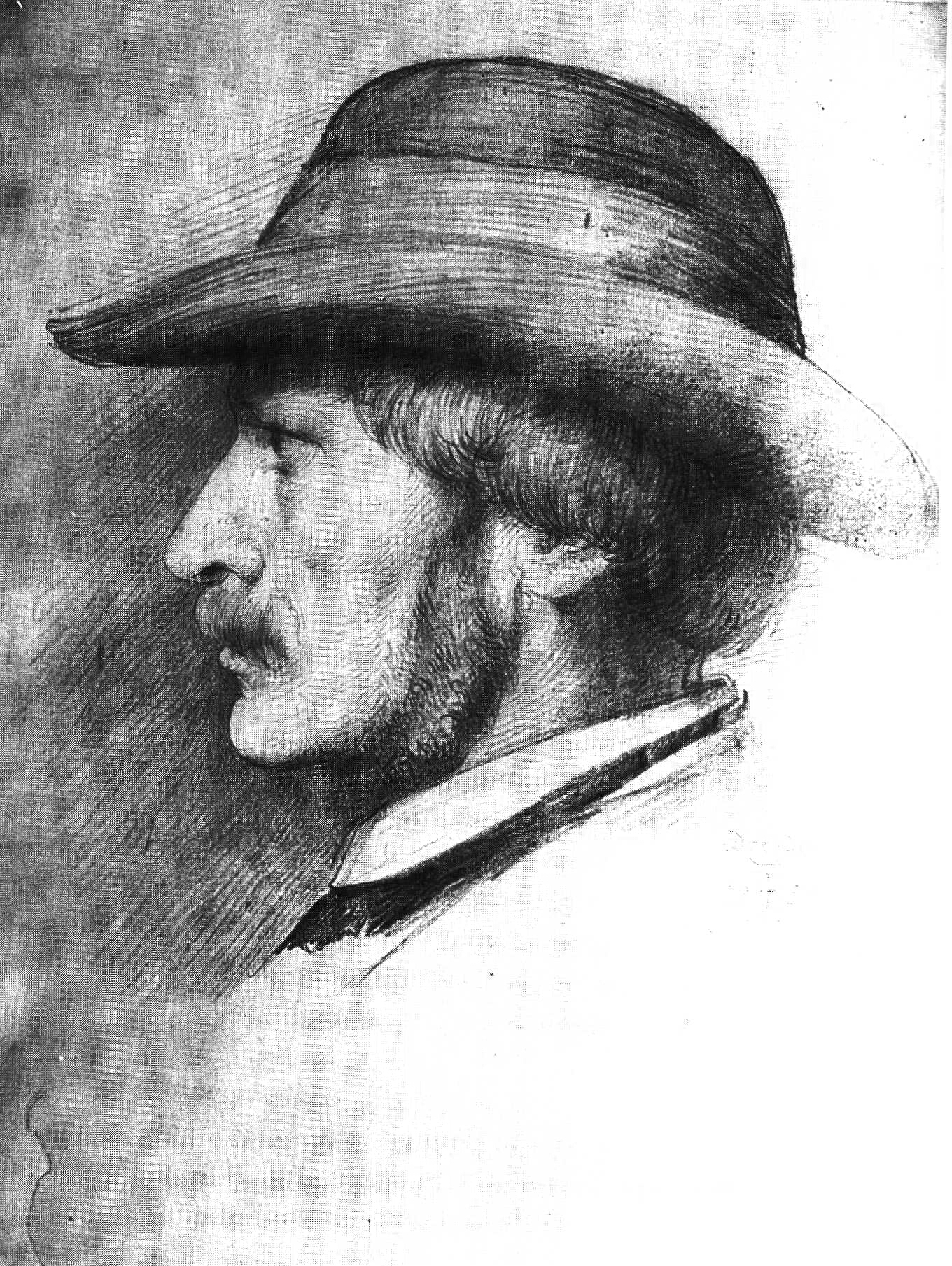
Автопортрет. 1859.
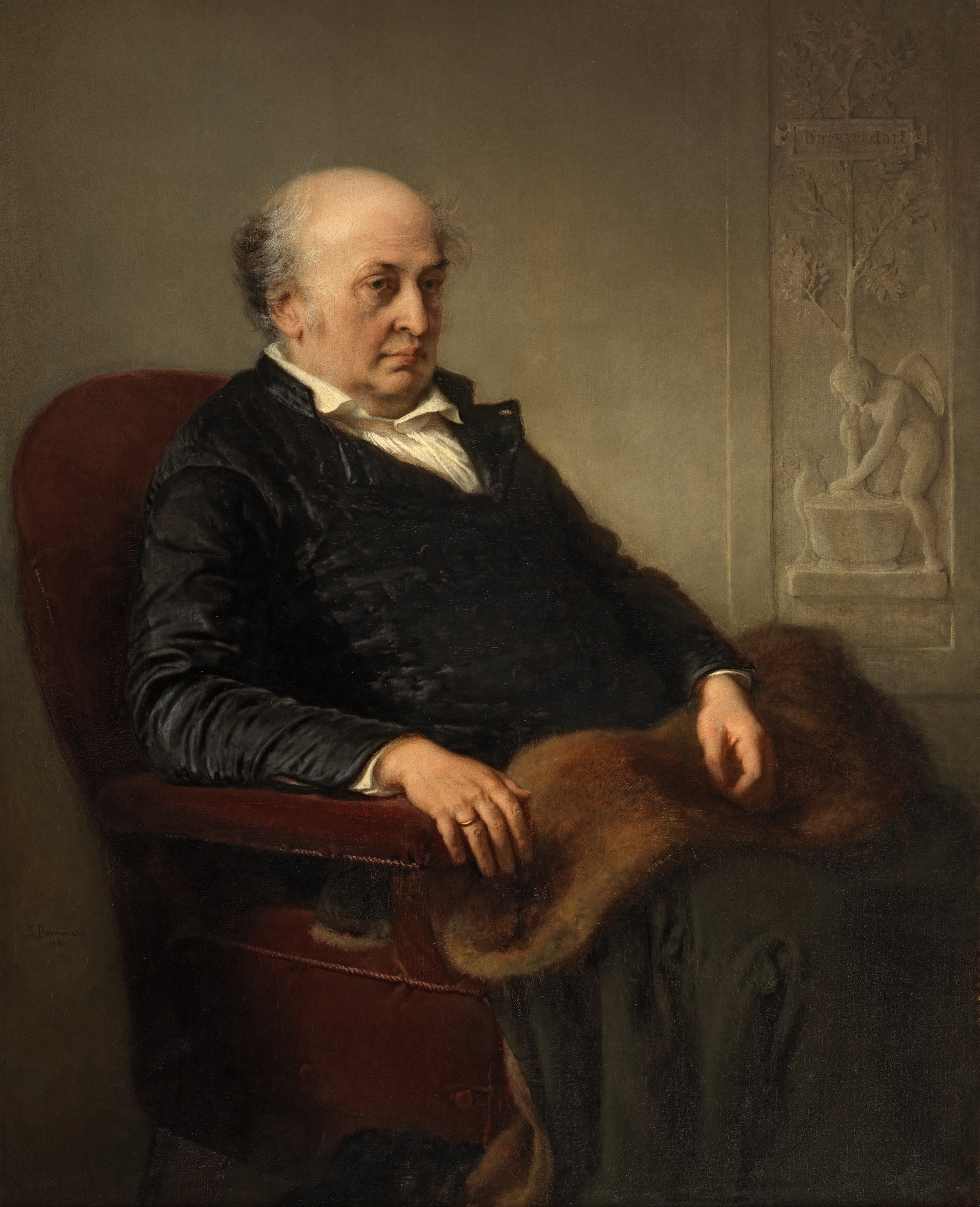
Портрет Вильгельма фон Шадова. Королевский музей изящных искусств (Антверпен).
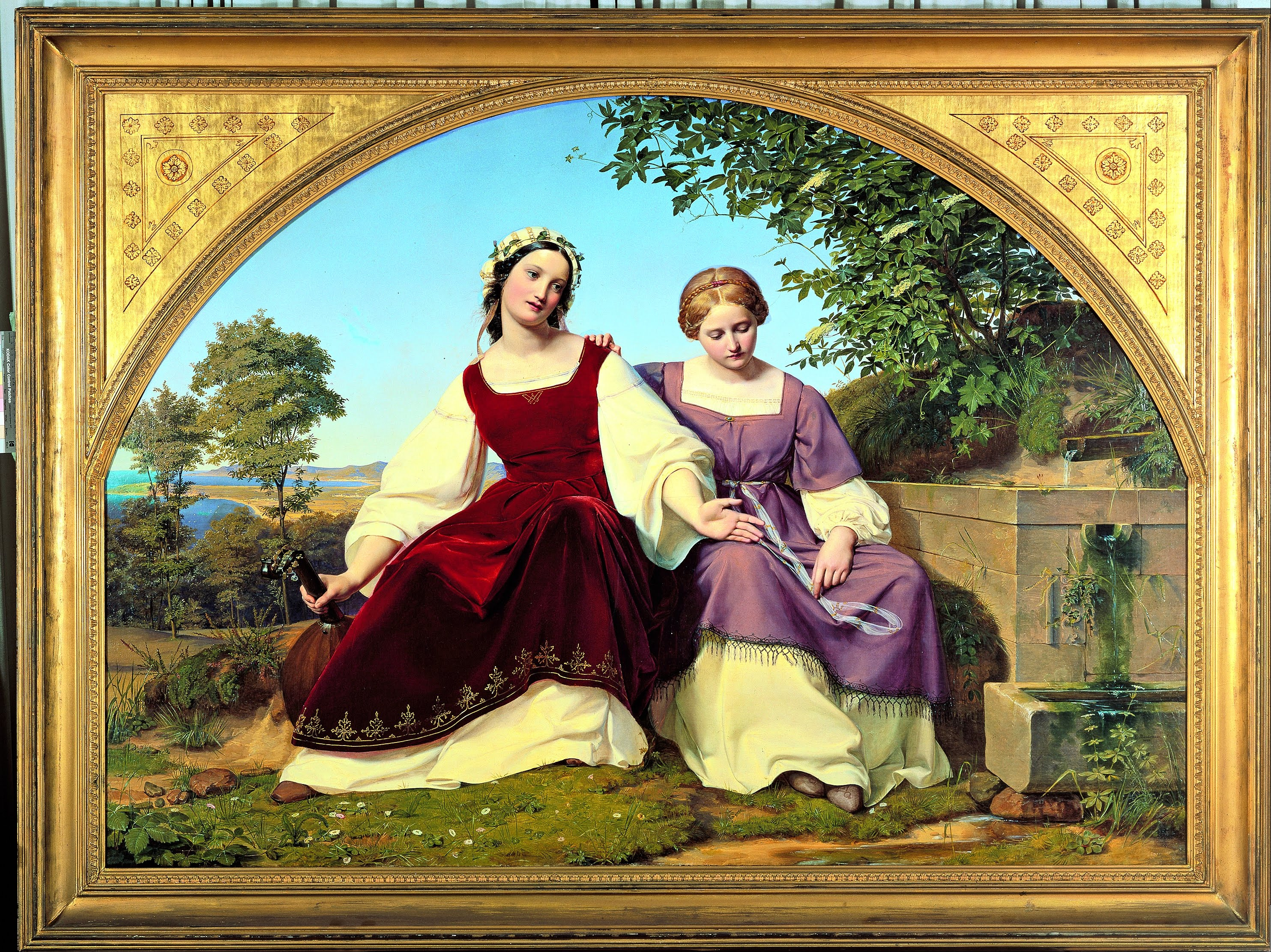
Две девушки у колодца. 1833, музей Кунстпаласт, Дюссельдорф.
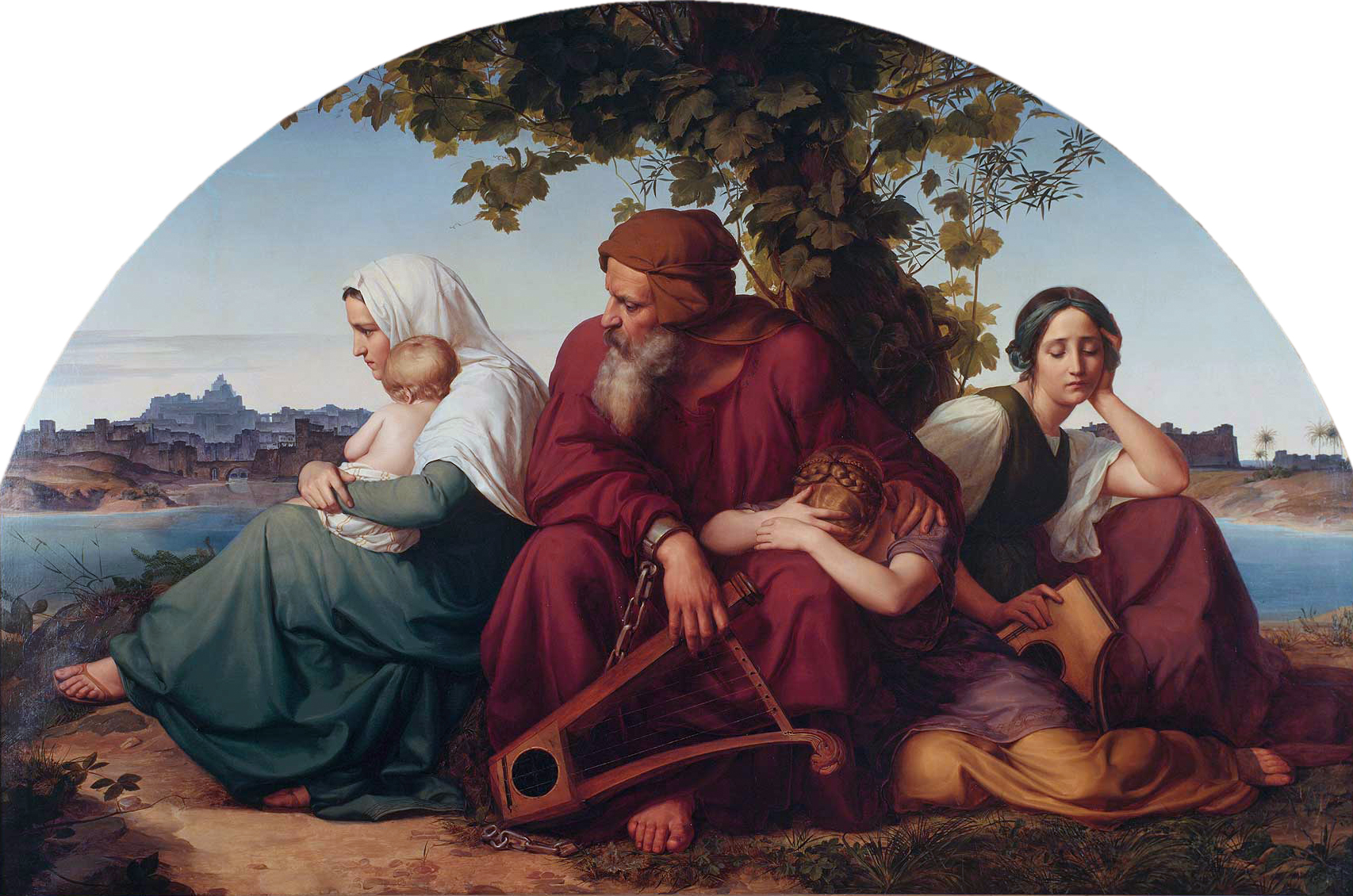
Печальные евреи в изгнании. 1832.